# Phyllachora noackii
Phyllachora noackii är en svampart som beskrevs av Syd. & P. Syd. 1907. Phyllachora noackii ingår i släktet Phyllachora och familjen Phyllachoraceae.   Inga underarter finns listade i Catalogue of Life.